# 石照縣
石照縣，是宋代、元代合州所屬的一個縣，在今之重慶市合川區。魏石鏡縣。宋代乾德三年改，屬潼川府路合州。元代屬重慶路合州，至元二十年，併赤水縣入石照縣。明玉珍省入合州。